# تمييز نوع الرمز المميز
تمييز نوع الرمز المميز: هو الفرق بين تسمية فئة (نوع) من الكائنات وتسمية المثيلات الفردية (الرموز المميزة) لتلك الفئة. بما أن كل نوع قد يتم تمثيله بواسطة رموز مميزة متعددة، فعادةً ما تكون هناك رموز مميزة أكثر من أنواع الكائن. التمييز مهم في تخصصات مثل المنطق، اللغويات، الميتالوجية، الطباعة، وبرمجة الكمبيوتر.

## نظرة عامة
الجملة «أنها تقود نفس السيارة» غامضة. هل يقودون نفس نوع السيارة (نفس الطراز) أو نفس المثيل من نوع السيارة (سيارة واحدة)؟ يتطلب الوضوح منا تمييز الكلمات التي تمثل أنواعاً مجردة عن الكلمات التي تمثل الكائنات التي تجسد أو تجسد الأنواع. يميز نوع الرمز المميز بفصل الأنواع (المفاهيم الوصفية المجردة) عن الرموز المميزة (الكائنات التي تقوم بإنشاء مفاهيم).
على سبيل المثال: «دراجة» تمثل نوع المفهوم دراجة; بينما «دراجتي» تمثل رمز مميز لهذا النوع من الكائن، إنشاء مثيل لهذا النوع.وفي الجملة «الدراجة أصبحت أكثر شعبية» كلمة «الدراجة» تمثل نوع المفهوم; بينما في الجملة «الدراجة في المرآب» كلمة «دراجة» تمثل رمز مميز لكائن معين.
(التمييز في برمجة الكمبيوتر بين الفئات والكائنات مرتبط، على الرغم من أنه في هذا السياق، «الصف» يشير أحياناً إلى مجموعة من الكائنات (مع سمة أو عمليات على مستوى الفئة) بدلاً من وصف كائن في المجموعة، كما هو الحال في «نوع».)
نوع الكلمات، المفهوم، الخاصية، الجودة، الميزة والسمة (جميعها تستخدم في وصف الأشياء) تميل إلى أن تستخدم مع الأفعال المختلفة. على سبيل المثال لنفترض أن شجيرة الورد تعرف على أنها نبات هو «الشائكة», «المزهرة» و «بوشي». قد تقول أن شجيرة الورد تُظهر هذه الأنواع الثلاثة، أو تجسد هذه المفاهيم الثلاثة، أو تعرض هذه الخصائص الثلاثة، أو تمتلك هذه الصفات أو الميزات أو السمات الثلاث.
أنواع الخصائص: (على سبيل المثال «الارتفاع بالأمتار» أو «الحالات الشائكة») غالباً ما تُفهم على أنها مفاهيم. وتُفهم حالات الملكية (مثل الارتفاع = 1.74) في بعض الأحيان على أنها قيم مقيسة، وتُفهم أحياناً على أنها أحاسيس أو ملاحظات على الواقع.
توجد بعض الأنواع كأوصاف للكائنات، ولكن ليس ككائنات مادية ملموسة. يمكن للمرء أن تظهر له دراجة معينة، ولكن لا يمكن أن تظهر لشخص ما، صراحةً، نوع «الدراجة»، كما هو الحال في «الدراجة شعبية.». يظهر هذا الاستخدام للخصائص الدلالية المتشابهة من حيث التصنيف ولكن هاهية مختلفة في النماذج العقلية والموثقة، وغالباً ما تتم الإشارة إليها في كل محادثة يومية.

## تواجدات
هناك تمييز متّصل جدّا بدقّة يرتبط مع ال [تب-بروون] . هذا التمييز هو التمييز بين كائن، أو نوع الكائن، وحدوثه. وبهذا المعنى، فإن حدوث ذلك ليس بالضرورة رمزاً مميزاً.
تنشأ الحاجة إلى تمييز الرموز من الأنواع عن حدوث الأنواع، ليس فقط في اللغويات، ولكن كلما كانت أنواع الأشياء لديها أنواع أخرى من الأشياء التي تحدث فيها. التفكير في حالة بسيطة من الحوادث من الأرقام غالبا ما يكون مفيدا.

## الطباعة
في الطباعة، يتم استخدام تمييز نوع الرمز المميز لتحديد وجود نص مطبوع بنوع منقول:
  المعايير المميزة التي يجب أن تستوفيها الطباعة المطبعية هي نوع هوية أشكال الحروف المختلفة التي تشكل النص المطبوع. وبعبارة أخرى: يجب أن يظهر كل نموذج حرف يظهر في النص كمثيل معين («الرمز المميز») من نوع واحد ونفس النوع الذي يحتوي على صورة عكسية للحرف المطبوع.

## تشارلز ساندرز بيرس
هناك فقط 26 حرفا في الأبجدية الإنجليزية ومع ذلك هناك أكثر من 26 حرفا في هذه الجملة. وعلاوة على ذلك، في كل مرة يكتب الطفل الأبجدية تم إنشاء 26 حرفا جديدا.
استخدمت كلمة «حروف» ثلاث مرات في الفقرة أعلاه، في كل مرة بمعنى مختلف. كلمة 'الحروف' هي واحدة من العديد من الكلمات التي تحتوي على «نوع-رمز الغموض». هذا القسم يهمم 'رسائل' عن طريق فصل الحواس الثلاثة باستخدام معيار المصطلحات في المنطق اليوم. تم التمييز اتّباعاً للمرة الأولى من قبل الفيلسوف المنطقى الأمريكي تشارلز ساندرز بيرس في عام 1906 باستخدام المصطلحات التي أسسها.
الأحرف التي تم إنشاؤها عن طريق الكتابة هي كائنات مادية يمكن إتلافها بوسائل مختلفة: هذه هي أحرف الرموز أو النقوش الرسالة. ال 26 حرف من الأبجدية حرف أنواع أو حرف أشكال.
وينطبق تمييز بيرس على نوع الرمز المميز أيضاً على الكلمات والجمل والفقرات وما إلى ذلك: على أي شيء في عالم من الخطاب من نظرية سلسلة الأحرف، أو نظرية السلسلة.
بعض علماء المنطق يعتبرون نوع كلمة أن يكون فئة من الرموز الخاصة به. ويقاوم علماء المنطق الآخرون أن نوع الكلمة له ديمومة وثبات لم يتم العثور عليه في فئة رموزه. يبقى النوع كما هو بينما الفئة من الرموز المميزة الخاصة به تكتسب باستمرار أعضاء جدد وتفقد الأعضاء القدامى.
كلمات بيرس الأصلية هي التالية. «طريقة شائعة لتقدير كمية المادة في... الكتاب المطبوع هو لحساب عدد الكلمات. سيكون هناك عادة حوالي عشرين 'الس' على صفحة، وبطبيعة الحال، فإنها تحسب كعشرين كلمة. بمعنى آخر من كلمة 'كلمة'، ومع ذلك، لا يوجد سوى كلمة واحدة 'the' في اللغة الإنجليزية. ومن المستحيل أن هذه الكلمة يجب أن تكمن بشكل واضح على صفحة، أو أن يسمع في أي صوت.... مثل هذا... النموذج، أقترح أن مصطلح نوع. واحد... الكائن... مثل هذه الكلمة أو تلك على سطر واحد من صفحة واحدة من نسخة واحدة من كتاب، وسوف أجرؤ على استدعاء الرمز المميز. .... [إين وردر تو] أنّ نوع يمكن كنت استعملت، هو ينبغي كنت جسّدت في رمز أيّ يكون إشارة من النوع، ولذلك من الشيء النوع يدلّ.» - [بيرس] 1906.
هذه الفروق خفية ولكن صلبة وسهلة لإتقان. ينتهي هذا القسم باستخدام المصطلحات الجديدة لإزالة الغموض عن الفقرة الأولى.